# Eishockey-Weltmeisterschaft 2010

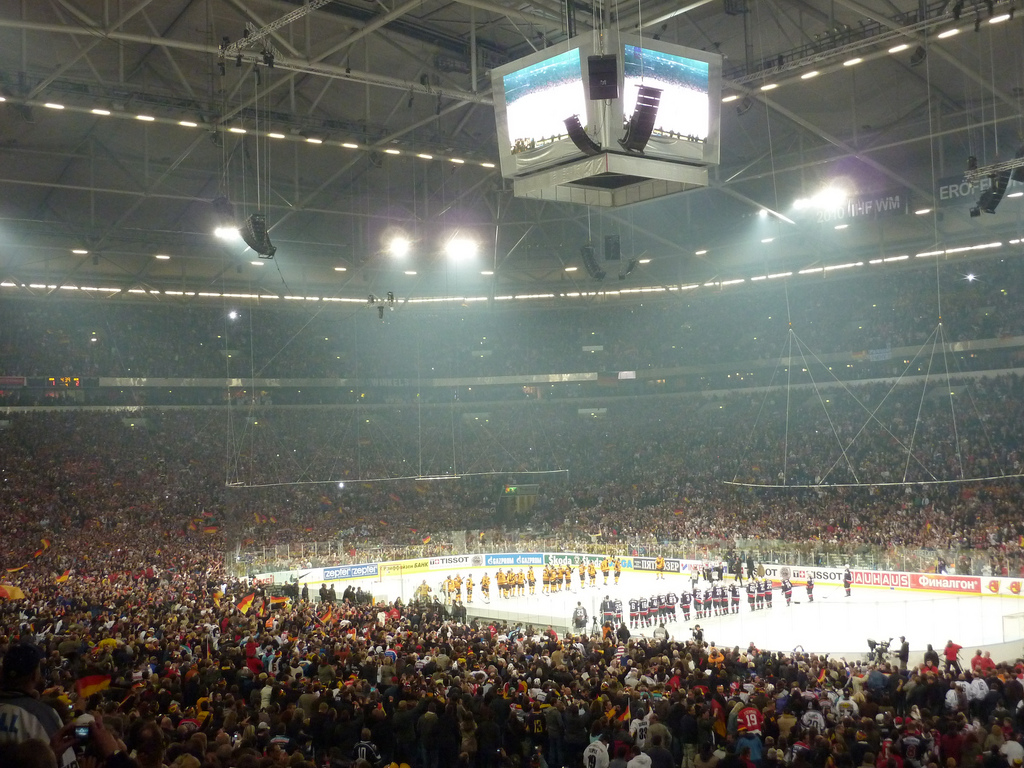
Eröffnungsspiel in Gelsenkirchen

Der internationale Eishockeyverband IIHF veranstaltete im Jahr 2010 zum 74. Mal Eishockey-Weltmeisterschaften.

## Die Turniere im Überblick

### Herren-WM
Die 74. Eishockey-Weltmeisterschaft der Herren fand vom 7. bis zum 23. Mai 2010 in Köln, Mannheim und Gelsenkirchen in Deutschland statt. Das Eröffnungsspiel zwischen Deutschland und den Vereinigten Staaten von Amerika fand in der Veltins-Arena in Gelsenkirchen vor 77.803 Zuschauern statt, dies stellte einen neuen Zuschauerweltrekord im Eishockey dar.
Die weiteren Turniere wurden in folgenden Orten ausgetragen:
- Division I
  - Gruppe A: 19. – 25. April 2010 in Tilburg, Niederlande
  - Gruppe B: 17. – 23. April 2010 in Ljubljana, Slowenien
- Division II
  - Gruppe A: 11. – 17. April 2010 in Mexiko-Stadt, Mexiko
  - Gruppe B: 10. – 16. April 2010 in Narva, Estland
- Division III
  - Gruppe A: 14. – 17. April 2010 in Luxemburg, Luxemburg
  - Gruppe B: 14. – 18. April 2010 in Jerewan, Armenien

### Frauen
Aufgrund der Olympischen Winterspiele in Vancouver (Kanada) wurde kein Turnier der Frauen ausgetragen.

### Junioren (U20)
Die 34. Weltmeisterschaft der Junioren (U20) fand vom 26. Dezember 2009 bis zum 5. Januar 2010 in Saskatoon und Regina in Kanada statt. Die weiteren Turniere wurden in folgenden Orten ausgetragen:
- Division I
  - Gruppe A: 14. – 20. Dezember 2009 in Megève und Saint-Gervais-les-Bains, Frankreich
  - Gruppe B: 14. – 20. Dezember 2009 in Danzig, Polen
- Division II
  - Gruppe A: 13. – 19. Dezember 2009 in Debrecen, Ungarn
  - Gruppe B: 12. – 18. Dezember 2009 in Narva, Estland
- Division III: 4. – 10. Januar 2010 in Istanbul, Türkei

### Junioren (U18)
Die 12. Weltmeisterschaft der Junioren (U18) wurde vom 13. bis 23. April 2010 in Minsk und Babrujsk in Belarus ausgetragen. Die weiteren Turniere fanden in den folgenden Orten statt:
- Division I
  - Gruppe A: 12. – 18. April 2010 in Herning, Dänemark
  - Gruppe B: 11. – 17. April 2010 in Krynica-Zdrój, Polen
- Division II
  - Gruppe A: 13. – 19. März 2010 in Narva, Estland
  - Gruppe B: 22. – 28. März 2010 in Browary, Ukraine
- Division III
  - Gruppe A: 8. – 14. März 2010 in Erzurum, Türkei
  - Gruppe B: 14. – 20. März 2010 in Monterrey, Mexiko

### Frauen (U18)
Die 3. Eishockey-Weltmeisterschaft der U18-Frauen fand vom 27. März bis zum 3. April 2010 in Chicago in den Vereinigten Staaten statt. Das Turnier der Division I wurde vom 3. bis zum 9. April 2010 in Piešťany in der Slowakei ausgetragen.